# Zigmund Antoch z Helfenberka
Zigmund Antoch z Helfenberka (1. května 1508, Praha – 1. května 1552, Praha) byl český filosof a matematik.
V roce 1528 se stal bakalářem a v roce 1534 mistrem na pražské univerzitě, kde se stal profesorem. V letech 1540–1541 byl děkanem filozofické fakulty a v roce 1543 univerzitu opustil, aby se mohl oženit. Ve své době byl velkým znalcem Aristotela a matematiky.